# 豊後清川駅
豊後清川駅（ぶんごきよかわえき）は、大分県豊後大野市清川町雨堤にある、九州旅客鉄道（JR九州）豊肥本線の駅である。

## 歴史
開業時の駅名である「牧口」は、開業当時に牧口村にあったことに由来する。その後、1955年（昭和30年）に牧口村が周辺町村と合併して清川村となった後、清川村へはどの駅で降りればよいのかという問い合わせが相次いだ。そのため駅名改名の機運が高まり、1988年（昭和63年）から駅名変更促進協議会が設置されていた。
かつては林業が盛んであり国有林から伐採された材木を森林鉄道によって牧口貯木場まで運ばれ駅で貨車積みされ北九州や阪神地区に輸送されていた。1955年にトラック輸送に切り替わったが伐採量の減少により事業所は閉鎖された。

### 年表
- 1922年（大正11年）11月23日：鉄道省（後に日本国有鉄道）犬飼線の三重町 - 緒方間開業に伴い、牧口駅（まきぐちえき）として開業[2][3]。
- 1928年（昭和3年）12月2日：路線名改称に伴い、豊肥本線の駅となる[2]。
- 1971年（昭和46年）10月1日：貨物取扱廃止[3][7]。
- 1972年（昭和47年）3月1日：業務委託駅となる[7]。
- 1983年（昭和58年）11月30日：下郡信号場 - 南熊本間のCTC化に伴い、駅員無配置駅となる（簡易委託化）[4][7]。荷物扱い廃止[8]。
- 1987年（昭和62年）4月1日：国鉄分割民営化により九州旅客鉄道が継承[2][3]。
- 1990年（平成2年）
  - 6月3日：物産館と合築の駅舎に改築[9]。
  - 11月1日：豊後清川駅に改称[5]。
- 1992年（平成4年）7月15日：行き違い設備設置[10]。

## 駅構造
相対式ホーム2面2線を有する地上駅。互いのホームは構内踏切で連絡している。駅舎内に簡易郵便局と物産館がある。
簡易委託駅であり、平日のみ営業のきっぷうりばが設置されている。

### のりば
| のりば | 路線      | 方向 | 行先               | 備考 |
| ------ | --------- | ---- | ------------------ | ---- |
| 1      | ■豊肥本線 | 下り | 大分方面           |      |
| 1      | ■豊肥本線 | 上り | 豊後竹田・熊本方面 |      |
| 2      | ■豊肥本線 | 上り | 豊後竹田・熊本方面 |      |

## 利用状況
- 2015年度の1日平均乗車人員は64人（前年度比-5人）である。

| 乗車人員推移 | 乗車人員推移 |
| 年度         | 1日平均人数  |
| ------------ | ------------ |
| 2000         | 98           |
| 2001         | 97           |
| 2002         | 103          |
| 2003         | 99           |
| 2004         | 90           |
| 2005         | 94           |
| 2006         | 90           |
| 2007         | 95           |
| 2008         | 87           |
| 2009         | 82           |
| 2010         | 75           |
| 2011         | 82           |
| 2012         | 80           |
| 2013         | 79           |
| 2014         | 69           |
| 2015         | 64           |

## 駅周辺
- 豊後大野市役所清川支所
- 豊後清川簡易郵便局[1]
- 清川郵便局
- 豊後大野市立北小学校
- 豊後大野市立清川小学校
- 道の駅きよかわ

## 隣の駅
九州旅客鉄道（JR九州）
■豊肥本線
■普通
三重町駅 - 豊後清川駅 - 緒方駅